# Arrotino
Az Arrotino (olasz nyelven: köszörűs) vagy korábbi nevén a szkíta egy hellenisztikus-római márványszobor. A térdelő, kését fenő embert megjelenítő szobor valószínűleg a pergamoni iskola egyik művének, a Marszüasz megnyúzását ábrázoló szoborcsoportjának része. A szobrot a 16. század elején találták meg. Antonio Chigi tulajdona volt, aki a római házában, a későbbi Villa Farnesianában tárolta. A későbbiekben a Medici-család tulajdonába került, akik római villájukban őrizték, majd a 18. század közepén Firenzébe szállították át. Sokáig úgy tartották, hogy eredeti ókori görög alkotás, később azonban bebizonyosodott, hogy pusztán egy 1. századi másolata az eredeti görög szobornak. Az Uffizi-palotában van kiállítva.